# Habarcs

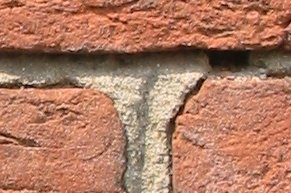
Habarcs téglák között

A habarcs vagy malter építőipari szakkifejezés. Téglák, kövek, falazásra használt anyagok kötőanyaga, illetve a fal burkolására, sima felület képzésére szolgáló vakolat anyaga.

## Az ókori habarcs
Egyiptomban már i. e. 3000-ben, a piramishoz szalmával kevert sarat, gipsz-, ill. mészhabarcsot használtak a téglák összekötéséhez. Ugyanekkor Kínában már a Nagy Fal építésekor cementszerű anyagot használtak. A görögöknél i. e. 800-ban Krétán és Cipruson olyan mészből kevert habarcs volt elterjedt, ami keményebb volt, mint később a rómaiak tégla- és mészport tartalmazó habarcsa. Ez utóbbi legfejlettebb változata a puccolán(en) (pozzuoli habarcs) volt, ami a Vezúv Pozzuoliban bányászott vulkáni hamujáról kapta a nevét. Ebben a hamuban jól hidratálható alumínium- és szilícium-vegyületek vannak — csakúgy, mint a mai cementporokban. A rómaiak ezt a habarcsot használták az utak mellett még a fürdők, a Bazilika, a Colosseum, a Pantheon és a vízvezetékek építésére is. Vitruvius 27-ben írt építészeti könyvében tárgyalja a habarcs tulajdonságait; a „De architectura libri decem” című könyvet 1414-ben találták meg egy svájci kolostorban. Kínában ragacsosrizs-habarcsot alkalmaztak, melynek kötése erősebb a hagyományos habarcsénál.

## A mai kőművesek habarcsa
A habarcs a falazás egyik segédanyaga. A falat ma már vázkerámia elemekből építik, de hosszú ideig, Európában elsősorban a rómaiakat említve, a kiégetett tégla elemeket illesztették egymás mellé, miközben habarcsot tettek a sorok alá és fölé, gyakran pedig a téglatestek közé is.
A habarcs másik fölhasználási területe a vakolat készítése. Mindkét esetben a habarcs mész, homok és víz keverékeként készül. Jó minőségű építkezéshez mindhárom alkotórésznek jó minőségűnek kell lennie.
A mész (vagy mészhidrát), régen oltott mész megnevezéssel szerepelt. A homok leginkább folyami homok kell, hogy legyen, de fontos, hogy kicsi legyen az agyagtartalma. Legjobb, ha a folyami vagy a tavi homokot a habarcs készítése előtt átszitálják.
Összefoglalva a habarcs "homokból és oltott mészből készült, hézagolásra és vakolásra való kötőanyag".
Szokásos recept: 1 vödör (10 liter) víz, 3 lapát mész, 3 lapát cement, 16 lapát homok tejföl sűrűségűre keverve.

## Alkalmazásai
Nemcsak az épített falfelület lesimítására, hanem annak díszítésére is a habarcs szolgál akkor, ha a falra freskót festenek. Ilyenkor a habarcs negyedik összetevője lehet a festék.

## Kapcsolódó fogalmak
- Habarcsmunkás: aki a habarcsot hordja például egy építkezésnél.
- Habarcskocsi: habarcs szállítására való kocsi.